# 増淵健
増淵 健（ますぶち けん、1931年8月1日 - 1996年5月21日）は日本の編集者・映画評論家。日本映画ペンクラブ会員。　

## 来歴・人物
千葉県船橋市生まれ。1956年、東京教育大学文学部独文科卒業。
光文社での月刊誌、週刊誌の編集者を経て、1964年からフリーに。
娯楽映画評価の先駆者であり。また、映画を作品論としてとらえるだけでなく、映画産業のメカニズムの中で論じるという、独自の評論スタイルを持った。主著に「映画のもうひとつの楽しみ方」「西部劇」「B級映画フィルムの裏まで」などがある。
西條の没後、2003年度の日本映画批評家大賞内に増淵健賞が創設されており、2004年度・2005年度は特別賞、2006年度から2011年度まで特別功労賞の副名称として授賞が行われていた。

## 著書

### 単著
- 西部劇 増淵健 著 三一書房 1972 (三一新書)
- 娯楽映画大百科 増淵健 著 三一書房 1975
- 西部劇映画100選 増淵健 著 秋田書店 1976
- 西部劇クラシックス 増淵健 著 芳賀書店 1977 (フィルム・アートシアター)
- 映画のもうひとつの楽しみ方 増淵健 著 芳賀書店 1978 (シネ・ブック)
- B級映画フィルムの裏まで 増淵健 著 平凡社 1986
- キミたち、こんなの知ってるかい? 上下 増淵健 著 近代映画社 2010 (Screen新書)

### 編著
- ジョン・ウェイン : 西部劇の王者,生きているアメリカの伝説 責任編集: 増淵健, 三谷宏次 芳賀書店 1975 (シネアルバム ; 33)
- ジョン・フォード劇場 増淵健 編 芳賀書店 1985 (フィルム・アートシアター)

### 責任編集
石上三登志、筈見有弘、増淵健　責任編集の季刊雑誌
- 「映画宝庫」（芳賀書店、1977年～1980年）